# Tim Henman
Timothy Henry Henman (ur. 6 września 1974 w Oksfordzie) – brytyjski tenisista, reprezentant w Pucharze Davisa, srebrny medalista igrzysk olimpijskich w Atlancie (1996) w grze podwójnej.

## Kariera tenisowa
Karierę tenisową Henman rozpoczął w 1993 roku, a zakończył w 2007 roku.
W grze pojedynczej wygrał 11 turniejów rangi ATP World Tour i w 17 uczestniczył w finale. Wśród zwycięstw turniejowych Brytyjczyka znajduje się tytuł rangi ATP Masters Series w Paryżu w hali. W zawodach wielkoszlemowych czterokrotnie dochodził do półfinału Wimbledonu. W 1998 i 1999 roku odpadał po porażkach z Pete’em Samprasem, w 2001 roku pokonał go Goran Ivanišević, a w 2002 roku Lleyton Hewitt. W 2004 roku po raz pierwszy w karierze dotarł do półfinału innego niż Wimbledon turnieju wielkoszlemowego, French Open, przegrywając z Guillermo Corią. W tym samym roku dotarł także do półfinału US Open, gdzie wyeliminował Henmana Roger Federer.
W grze podwójnej Henman zwyciężył w 4 imprezach rangi ATP World Tour oraz dochodził do 2 finałów.
W latach 1994−2007 Henman reprezentował Wielką Brytanię w Pucharze Davisa, rozgrywając łącznie 54 pojedynki, z których 40 wygrał.
W 1996 roku wystąpił w igrzyskach olimpijskich w Atlancie. Z gry pojedynczej odpadł w 2 rundzie, natomiast w grze podwójnej wywalczył srebrny medal, w parze z Neilem Broadem. Mecz o złoty medal Brytyjczycy przegrali z Australijczykami Toddem Woodbridge’em oraz Markiem Woodforde’em. Henman startował również w turniejach singlowych igrzysk olimpijskich w Sydney (2000) i Atenach (2004) ponosząc porażki w 1 rundach.
Specjalizował się w grze opartej  na serwisie i woleju (styl serwis-wolej). Pochodzi z rodziny o tradycjach tenisowych (m.in. jego dziadek występował na Wimbledonie w latach 50.).
W rankingu gry pojedynczej Henman najwyżej był na 4. miejscu (7 sierpnia 2002), a w klasyfikacji gry podwójnej na 62. pozycji (21 lutego 2001).

### Finały w turniejach ATP World Tour
| Legenda                                      |
| -------------------------------------------- |
| Wielki Szlem                                 |
| Igrzyska olimpijskie                         |
| Tennis Masters Cup / ATP Finals              |
| ATP Masters Series / ATP Tour Masters 1000   |
| ATP International Series Gold / ATP Tour 500 |
| ATP International Series / ATP Tour 250      |

#### Gra pojedyncza (11–17)
| Końcowy wynik | Nr  | Data                 | Turniej          | Nawierzchnia    | Przeciwnik            | Wynik finału                   |
| ------------- | --- | -------------------- | ---------------- | --------------- | --------------------- | ------------------------------ |
| Finalista     | 1.  | 5 stycznia 1997      | Doha             | Twarda          | Jim Courier           | 5:7, 7:6(5), 2:6               |
| Zwycięzca     | 1.  | 12 stycznia 1997     | Sydney           | Twarda          | Carlos Moyá           | 6:3, 6:1                       |
| Finalista     | 2.  | 23 lutego 1997       | Antwerpia        | Twarda (hala)   | Marc Rosset           | 2:6, 5:7, 4:6                  |
| Zwycięzca     | 2.  | 14 września 1997     | Taszkent         | Twarda          | Marc Rosset           | 7:6(2), 6:4                    |
| Finalista     | 3.  | 18 stycznia 1998     | Sydney           | Twarda          | Karol Kučera          | 5:7, 4:6                       |
| Finalista     | 4.  | 2 sierpnia 1998      | Los Angeles      | Twarda          | Andre Agassi          | 4:6, 4:6                       |
| Zwycięzca     | 3.  | 20 września 1998     | Taszkent         | Twarda          | Jewgienij Kafielnikow | 7:5, 6:4                       |
| Zwycięzca     | 4.  | 11 października 1998 | Bazylea          | Twarda (hala)   | Andre Agassi          | 6:4, 6:3, 3:6, 6:4             |
| Finalista     | 5.  | 10 stycznia 1999     | Doha             | Twarda          | Rainer Schüttler      | 4:6, 7:5, 1:6                  |
| Finalista     | 6.  | 21 lutego 1999       | Rotterdam        | Dywanowa (hala) | Jewgienij Kafielnikow | 2:6, 6:7(3)                    |
| Finalista     | 7.  | 13 czerwca 1999      | Londyn (Queen’s) | Trawiasta       | Pete Sampras          | 7:6(1), 4:6, 6:7(4)            |
| Finalista     | 8.  | 10 października 1999 | Bazylea          | Dywanowa (hala) | Karol Kučera          | 4:6, 6:7(10), 6:4, 6:4, 6:7(2) |
| Finalista     | 9.  | 20 lutego 2000       | Rotterdam        | Twarda (hala)   | Cédric Pioline        | 7:6(3), 4:6, 6:7(4)            |
| Finalista     | 10. | 12 marca 2000        | Scottsdale       | Twarda          | Lleyton Hewitt        | 4:6, 6:7(2)                    |
| Finalista     | 11. | 13 sierpnia 2000     | Cincinnati       | Twarda          | Thomas Enqvist        | 6:7(5), 4:6                    |
| Zwycięzca     | 5.  | 15 października 2000 | Wiedeń           | Twarda (hala)   | Tommy Haas            | 6:4, 6:4, 6:4                  |
| Zwycięzca     | 6.  | 26 listopada 2000    | Brighton         | Twarda (hala)   | Dominik Hrbatý        | 6:2, 6:2                       |
| Zwycięzca     | 7.  | 18 lutego 2001       | Kopenhaga        | Twarda (hala)   | Andreas Vinciguerra   | 6:3, 6:4                       |
| Finalista     | 12. | 17 czerwca 2001      | Londyn (Queen’s) | Trawiasta       | Lleyton Hewitt        | 6:7(3), 6:7(3)                 |
| Zwycięzca     | 8.  | 28 października 2001 | Bazylea          | Dywanowa (hala) | Roger Federer         | 6:3, 6:4, 6:2                  |
| Zwycięzca     | 9.  | 6 stycznia 2002      | Adelaide         | Twarda          | Mark Philippoussis    | 6:4, 6:7(6), 6:3               |
| Finalista     | 13. | 24 lutego 2002       | Rotterdam        | Twarda (hala)   | Nicolas Escudé        | 6:3, 6:7(7), 4:6               |
| Finalista     | 14. | 17 marca 2002        | Indian Wells     | Twarda          | Lleyton Hewitt        | 1:6, 2:6                       |
| Finalista     | 15. | 16 czerwca 2002      | Londyn (Queen’s) | Trawiasta       | Lleyton Hewitt        | 6:4, 1:6, 4:6                  |
| Zwycięzca     | 10. | 3 sierpnia 2003      | Waszyngton       | Twarda          | Fernando González     | 6:3, 6:4                       |
| Zwycięzca     | 11. | 2 listopada 2003     | Paryż            | Twarda (hala)   | Andrei Pavel          | 6:2, 7:6(6), 7:6(2)            |
| Finalista     | 16. | 21 marca 2004        | Indian Wells     | Twarda          | Roger Federer         | 3:6, 3:6                       |
| Finalista     | 17. | 8 października 2006  | Tokio            | Twarda          | Roger Federer         | 3:6, 3:6                       |

#### Gra podwójna (4–2)
| Końcowy wynik | Nr | Data                | Turniej     | Nawierzchnia    | Partner               | Przeciwnicy                       | Wynik finału  |
| ------------- | -- | ------------------- | ----------- | --------------- | --------------------- | --------------------------------- | ------------- |
| Finalista     | 1. | 28 lipca 1996       | Atlanta     | Twarda          | Neil Broad            | Todd Woodbridge Mark Woodforde    | 4:6, 4:6, 2:6 |
| Zwycięzca     | 1. | 5 października 1997 | Bazylea     | Dywanowa (hala) | Marc Rosset           | Karsten Braasch Jim Grabb         | 7:6, 6:7, 7:6 |
| Zwycięzca     | 2. | 28 lutego 1999      | Londyn      | Dywanowa (hala) | Greg Rusedski         | Byron Black Wayne Ferreira        | 6:3, 7:6(6)   |
| Zwycięzca     | 3. | 25 kwietnia 1999    | Monte Carlo | Ceglana         | Olivier Delaître      | Jiří Novák David Rikl             | 6:2, 6:3      |
| Finalista     | 2. | 20 lutego 2000      | Rotterdam   | Twarda (hala)   | Jewgienij Kafielnikow | David Adams John-Laffnie de Jager | 7:5, 2:6, 3:6 |
| Zwycięzca     | 4. | 25 kwietnia 2004    | Monte Carlo | Ceglana         | Nenad Zimonjić        | Gastón Etlis Martín Rodríguez     | 7:5, 6:2      |